# Потєєнко Юрій Анатолійович
Юрій Анатолійович Потєєнко (рос. Юрий Анатольевич Потеенко; нар. 5 грудня 1960, Молодогвардійськ, Луганська область, УРСР, СРСР) — радянський і російський композитор, аранжувальник, хоровий диригент, музичний педагог, доцент, актор українського походження. П'ятиразовий лауреат премії «Золотий орел» у номінації «Найкраща музика до фільму» (2010, 2013, 2016, 2018, 2021).

## Біографія
Юрій Потєєнко народився 5 грудня 1960 в місті Молодогвардійськ Луганської області.
Протягом 1983-1987 років здійснює музичний супровід на роялі фільмів з колекції «Держфільмофонду СРСР» на показах глядачів у кінотеатрі «Ілюзіон», Будинку кіно, Кіноцентрі на Червоній Пресні.
Закінчив Московську державну консерваторію імені П. І. Чайковського за спеціальністю «Композиція та хорове диригування» (класи Миколи Сидельникова та професора Бориса Ляшка) у 1986 році.
Юрій Потєєнко працював протягом 1987-1991 років на Всесоюзній фірмі грамплатівок «Мелодія» (завідувач редакції естради).
Є Членом Спілки композиторів СРСР з 1988 року.
З 1997 по 2019 роки композитор вчителював на кафедрі хорового диригування Московської державної консерваторії імені П. І. Чайковського (читання симфонічних партитур та хорове аранжування). Доцент з 2004 року.
З 2017 року — куратор програми «Композитор у Кіно» Московської Школи Кіно.
Автор симфонії, трьох одноактних опер, балету, ораторії, камерно-інструментальних творів, музики до кінофільмів та телевізійних програм.

## Творчість

### Фільмографія
- 1989 — Успіх у чоловіків
- 1990 — Лінія долі
- 1991 — Сексказка
- 1991 — Полтергейст-90
- 1991 — Воротар XX століття
- 1992 — «Чорний квадрат»
- 1998 — Роздягнені
- 2001 — Клітка
- 2003 — Пасажир без багажу
- 2003 — Смак убивства
- 2003 — Нащо тобі алібі?
- 2004 — Шкіра саламандри
- 2004 — Наслання
- 2004 — Нічна Варта
- 2004 — Повня
- 2005 — Денна Варта
- 2005 — Попса
- 2005 — Своя людина
- 2005 — Примадонна
- 2006 — Бункер, або Вчені під землею
- 2006 — Кат
- 2006 — Копальня
- 2006 — Копальня-2. Золота лихоманка
- 2006 — Людина-вітер
- 2007 — Карнавальна ніч 2, або 50 років потому
- 2007 — Івасик
- 2007 — Іронія долі. Продовження
- 2007 — Ленінград
- 2007 — Георг
- 2007 — Російська гра
- 2007 — Найкращий фільм
- 2008 — Той, хто гасить світло
- 2008 — Чорний сніг
- 2008 — Залюднений острів
- 2009 — Книга Майстрів
- 2009 — Чорна блискавка
- 2009 — Людина біля вікна
- 2010 — Єдиний чоловік
- 2011 — Контргра
- 2011 — Ключ Саламандри
- 2011 — Найкращий фільм 3-ДЕ
- 2012 — Білий тигр
- 2012 — Шпигун
- 2012 — Джентльмени, удачі!
- 2012 — Метро
- 2012 — Піддубний
- 2012 — Біла гвардія
- 2013 — Таємниця перевалу Дятлова
- 2013 — Попіл
- 2013 — Вітаю, я ваш тато!
- 2014 — Зальотчики
- 2014 — Інквізитор
- 2014 — Ялинки 1914
- 2014 — Форт Росс: У пошуках пригод
- 2014 — Слід тигра
- 2015 — Батальйон
- 2015 — Райські кущі
- 2015 — Чума
- 2016 — Охорона
- 2016 — Так зійшлися зірки
- 2016 — Ялинки 5
- 2016 — Здається будинок зі всіма незручностями
- 2017 — У зоні доступу кохання
- 2017 — Мурка
- 2017 — Час перших
- 2017 — Анна Кареніна. Історія Вронського
- 2017 — Холодне танго
- 2017 — Рок
- 2017 — Ходіння по муках
- 2017 — Мій супертато
- 2018 — Рубіж
- 2018 — Рішення про ліквідацію
- 2018 — Негода
- 2019 — Врятувати Ленінград
- 2019 — Шифр
- 2020 — Лікарка Ліза
- 2020 — Подольські курсанти
- 2021 — Угрюм-ріка
- 2021 — Девятаєв
- 2021 — Сьома симфонія
- 2021 — Початок. Легенда о самбо
- 2021 — Владивосток
- 2022 — Марія. Врятувати Москву

Актор:
- 2021 — Шифр — директор заводу, 2021 2 сезон, Частина 2
- 2022 — Марія. Врятувати Москву — баяніст

### Мюзикли
- 2012 — вистава-мюзикл «Часи не обирають» у Московському театрі мюзиклу[4]

### Відеоігри
- 2000 — Корсари: Прокляття дальніх морів
- 2003 — Пірати Карибського моря
- 2006 — Корсари III

## Нагороди
- 2008 — номінація на премію «Золотий орел» у категорії «Найкраща музика до фільму» за 2007 рік («Ленінград»)
- 2010 — лауреат премії «Золотий орел» у номінації « Найкраща музика до фільму » за 2009 рік («Залюднений острів»)
- 2011 — номінація на премію «Золотий орел» у категорії « Найкраща музика до фільму » за 2010 рік («Чорна блискавка»)
- 2013 — лауреат премії «Золотий орел» у номінації « Найкраща музика до фільму » за 2012 рік («Білий тигр»)
- 2013 — номінація на премію «Золотий орел» у категорії « Найкраща музика до фільму » за 2012 рік («Шпигун»)
- 2016 — лауреат премії «Золотий орел» у номінації « Найкраща музика до фільму » за 2015 рік («Батальйон»)
- 2018 — лауреат премії «Золотий орел» у номінації « Найкраща музика до фільму » за 2017 рік («Час перших»)
- 2018 — номінація на премію «Ніка» у категорії « Найкраща музика до фільму » за 2017 рік («Анна Кареніна. Історія Вронського»)
- 2021 — лауреат премії «Золотий орел» у номінації «Найкраща музика до фільму» за 2020 рік («Лікарка Ліза»)
- 2018 — премія ФСБ Росії у номінації «Музичне мистецтво» — за створення музики до художнього фільму «Рішення про ліквідацію»